# 金帶烏尾鮗
金帶鱗鰭梅鯛，又稱金帶烏尾鮗、金帶梅鯛，俗名烏尾冬仔，為輻鰭魚綱鱸形目烏尾鮗科的其中一個種。

## 分布
本魚分布於印度西太平洋區，包括亞丁灣、東非、馬達加斯加、模里西斯、塞席爾群島、波斯灣、馬爾地夫、斯里蘭卡、印度、安達曼海、緬甸、泰國、馬來西亞、印尼、越南、台灣、中國、琉球群島、菲律賓、新幾內亞、新喀里多尼亞、澳洲、所羅門群島、密克羅尼西亞等海域。

## 深度
水深2至30公尺。

## 特徵
本魚體呈紡錘形，體背部藍色，腹部粉紅色，體側有一黃色縱帶。尾鰭深分叉。側線鱗片數67至76枚。背鰭硬棘10枚、軟條14至15枚；臀鰭硬棘3枚、軟條12枚。體長可達30公分。

## 生態
本魚常成群結隊在岩礁區游動覓食，屬肉食性以動物性浮游生物為食。

## 經濟利用
為美味的食用魚，可鹽醃或紅燒。